# Модрова
Модрова (словац. Modrová) — село, громада округу Нове Место-над-Вагом, Тренчинський край. Кадастрова площа громади — 11.67 км².
Населення 478 осіб (станом на 31 грудня 2020 року).

## Історія
Модрова згадується 1348 року.

## Населення
| Рік:            | 1994. | 2004.   | 2014.   | 2024.   |
| --------------- | ----- | ------- | ------- | ------- |
| Кількість осіб: | 510   | 499     | 512     | 472     |
| Різниця:        |       | -2,15 % | +2,60 % | -7,81 % |

| Рік:            | 2023. | 2024.   |
| --------------- | ----- | ------- |
| Кількість осіб: | 471   | 472     |
| Різниця:        |       | +0,21 % |